# Olivier Custodio
Olivier Custodio (Suiza, 10 de febrero de 1995) es un futbolista suizo de origen portugués. Juega como mediocampista y se encuentra en el F. C. Lausanne-Sport de la Superliga de Suiza.

## Selección nacional
Ha sido internacional con la selección sub-17, sub-19 y sub-21 de Suiza en 11 ocasiones anotando 1 gol.

## Clubes
| Club                 | País  | Año       |
| -------------------- | ----- | --------- |
| F. C. Lausanne-Sport | Suiza | 2013-2017 |
| F. C. Lucerna        | Suiza | 2017-2019 |
| F. C. Lugano         | Suiza | 2019-2022 |
| F. C. Lausanne-Sport | Suiza | 2022-     |

## Palmarés

### Títulos nacionales
| Título        | Club         | País  | Año  |
| ------------- | ------------ | ----- | ---- |
| Copa de Suiza | F. C. Lugano | Suiza | 2022 |